# Айона (Флорида)
Айона (англ. Iona) — переписна місцевість (CDP) в США, в окрузі Лі штату Флорида. Населення — 16 908 осіб (2020).

## Географія
Айона розташована за координатами 26°31′3″ пн. ш. 81°57′33″ зх. д. / 26.51750° пн. ш. 81.95917° зх. д. (26.517391, -81.959192).  За даними Бюро перепису населення США в 2010 році переписна місцевість мала площу 26,49 км², з яких 17,09 км² — суходіл та 9,41 км² — водойми.

## Демографія
Згідно з переписом 2010 року, у переписній місцевості мешкало 15 369 осіб у 8274 домогосподарствах у складі 4766 родин. Густота населення становила 580 осіб/км².  Було 13224 помешкання (499/км²).
Расовий склад населення:
| - 94,9 % — білих - 1,1 % — чорних або афроамериканців - 1,0 % — азіатів - 0,2 % — корінних американців - 1,7 % — осіб інших рас |

До двох чи більше рас належало 1,2 %. Частка іспаномовних становила 5,6 % від усіх жителів.
За віковим діапазоном населення розподілялося таким чином: 8,1 % — особи молодші 18 років, 45,8 % — особи у віці 18—64 років, 46,1 % — особи у віці 65 років та старші. Медіана віку мешканця становила 63,3 року. На 100 осіб жіночої статі у переписній місцевості припадало 93,9 чоловіків;  на 100 жінок у віці від 18 років та старших — 92,5 чоловіків також старших 18 років.
Середній дохід на одне домашнє господарство  становив 82 903 долари США (медіана — 52 134), а середній дохід на одну сім'ю — 101 735 доларів (медіана — 71 189). Медіана доходів становила 57 135 доларів для чоловіків та 37 539 доларів для жінок. За межею бідності перебувало 8,4 % осіб, у тому числі 20,6 % дітей у віці до 18 років та 3,7 % осіб у віці 65 років та старших.
Цивільне працевлаштоване населення становило 4582 особи. Основні галузі зайнятості: роздрібна торгівля — 17,7 %, мистецтво, розваги та відпочинок — 17,2 %, науковці, спеціалісти, менеджери — 17,0 %.